# José Francisco Miguel António de Mendonça
José Francisco Miguel António de Mendonça, ou melhor, de Mendoça (Lisboa, 2 de Outubro de 1725 – Lisboa, 11 de Fevereiro de 1808), conhecido por "Principal de Mendonça", foi o quinto Patriarca de Lisboa com o nome de D. José II.

## Biografia
Provinha da casa dos condes de Vale de Reis (futuros marqueses e duques de Loulé), sendo filho de Nuno Manuel de Mendoça, 4.º Conde de Vale de Reis, e de sua mulher D. Leonor Maria Antónia de Noronha, irmão do 5.º Conde de Vale de Reis e do 1.º Conde da Azambuja e de D. João Rafael de Mendonça, Bispo do Porto. Licenciou-se em Direito Canónico, tendo sido cónego da Sé Patriarcal de Lisboa, monsenhor e ainda principal da mesma igreja.
Viria ainda a ser reitor da Universidade de Coimbra, sucedendo a D. Francisco de Lemos.
Em 1786 foi designado Patriarca de Lisboa, e Pio VI fê-lo cardeal em 1788.
Morreu em 1808 e o seu corpo encontra-se sepultado no Convento da Graça.